# Велика данська енциклопедія
Велика данська енциклопедія (дан. Den Store Danske Encyklopædi) — багатотомна універсальна енциклопедія данською мовою. Випущена в 20 томах у період з 1994 по 2001 роки, у 2002 році вийшов додатковий том, у 2003 році — два томи-показника.
Випуском енциклопедії займалося видавництво «Danmarks Nationalleksikon A/S». У 20 томах налічувалося близько 115 000 статей, для роботи над якими було залучено близько 4000 авторів-експертів у різних областях знань. Більшість статей за обсягом перевищують кілька десятків рядків (стаття «Данія» займає 130 сторінок), кожна з них підписана. Кожен том містить велику кількість ілюстрацій.
У 2004 році енциклопедія була випущена на CD-ROM для платформи Microsoft Windows, у 2005 році — для Mac OS. У 2006 році у видавництва були плани створити online-версію енциклопедії з платним доступом за передплатою, проте через брак коштів на реалізацію у 2008 році було вирішено відмовитися від даного проекту. Тим не менше 26 лютого 2009 року вміст енциклопедії було викладено у вільному доступі в Інтернеті на спеціально створеному сайті, реалізованому на вікі-движку; таке рішення призвело до протестів з боку деяких покупців друкованої версії енциклопедії. Видавництво, однак, оголосило, що не тільки розміщує енциклопедичні статті у вільному доступі, але і дозволяє редагувати їх усім бажаючим; проте, на відміну від вікіпедії, всі правки користувачів проходять попередню перевірку з боку експертів сайту. Всього, за деякими даними, над сайтом працюють 1500 експертів і велика кількість користувачів, хоча власне колектив сайту становить близько 20 осіб; станом на 2011 рік електронна версія енциклопедії налічувала понад 170 тисяч статей, перевершуючи розмірами Данську Вікіпедію.
Оригінальні статті енциклопедії можуть використовуватися вільно, проте їх дистрибуція і комерційне використання заборонені. Статті, написані користувачами, можуть використовуватися вільно за умови гіперпосилання на першоджерело.